# Barocco elisabettiano

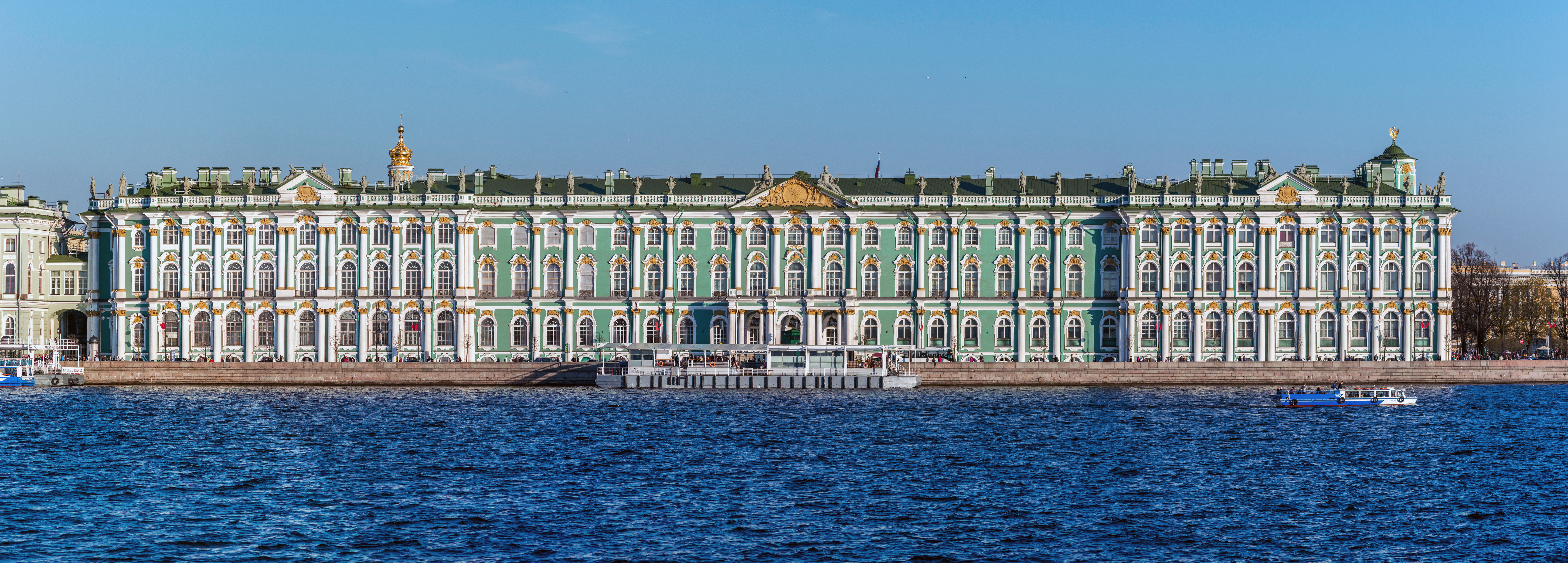
Palazzo d'Inverno, San Pietroburgo

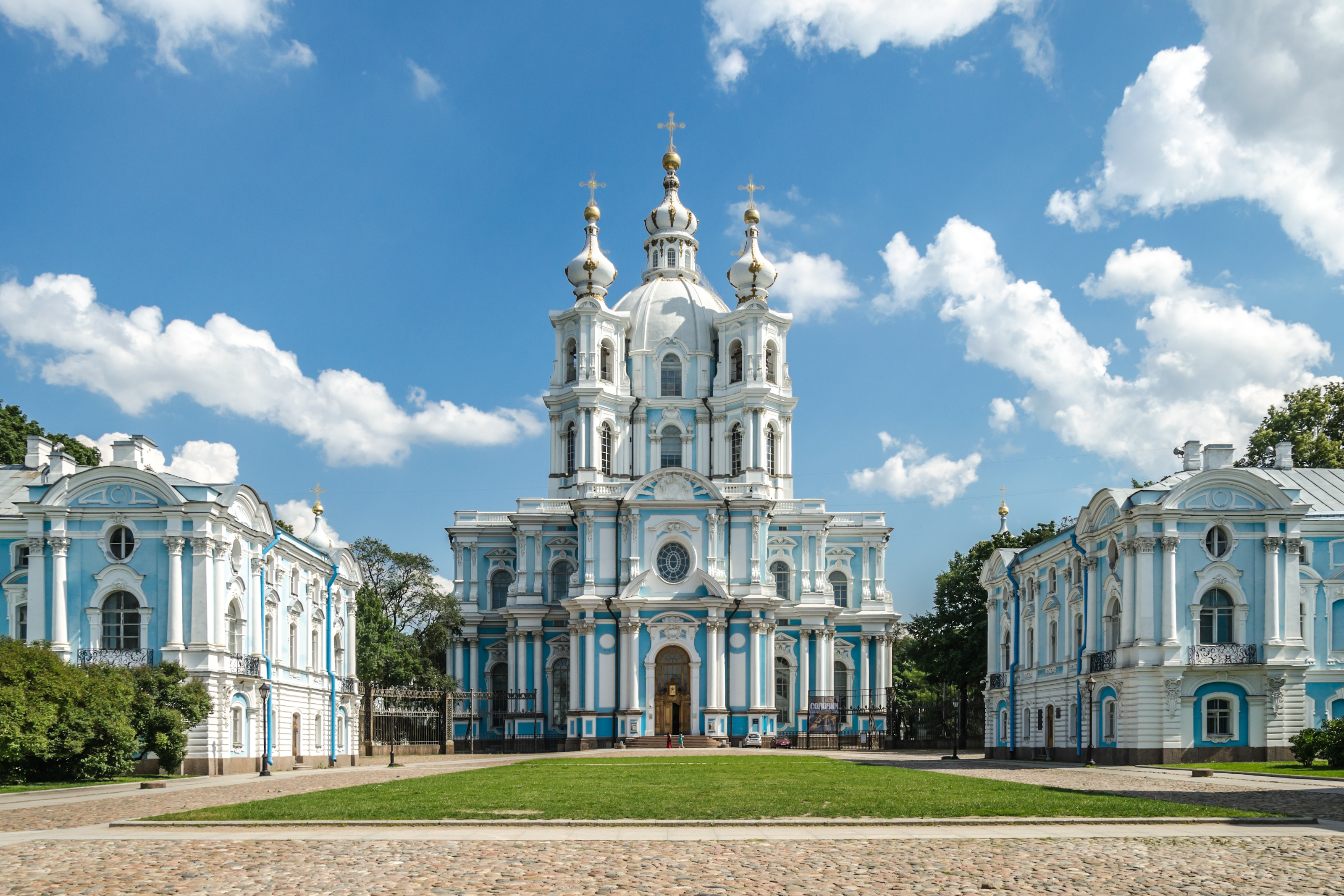
Cattedrale della Resurrezione, San Pietroburgo

Il Barocco elisabettiano è quella fase della storia dell'architettura russa che, preceduta dal Barocco petrino, si sviluppò durante il regno di Elisabetta di Russia, tra il 1741-1762.

## Storia e caratteristiche
Alla morte di Pietro il Grande per l'Impero russo cominciò un periodo di forti incertezze che coincise, durante la reggenza di Anna Leopol'dovna Romanova, con una fase contraddistinta da un'eccessiva tassazione e da problemi economici. In questo contesto, anche l'attività architettonica subì un sensibile declino. Tuttavia, con colpo di Stato del 1741, la sovrana fu spodestata e il trono passò ad Elisabetta, la quale, essendo la figlia di Pietro il Grande, ottenne grande supporto da parte del popolo. Elisabetta, all'età di trentadue anni, si trovò così a capo di uno dei più grandi imperi del mondo, in uno dei momenti più critici della sua esistenza, dimostrandosi comunque degna erede di suo padre. 
In campo architettonico, le condizioni favorevoli che si instaurarono durante il regno di Elisabetta favorirono il concretizzarsi dell'ultima e grandiosa fase del Barocco in Russia. L'architetto di spicco fu l'italiano Bartolomeo Rastrelli, il cui stile, denominato Barocco rastrelliano, si ripercosse ben oltre San Pietroburgo; altre figure di rilievo furono Savva Ivanovič Čevakinskij, Ivan Fëdorovič Mičurin e Dmitrij Vasil'evič Uchtomskij.
Fu un periodo caratterizzato dalla costruzione di imponenti palazzi residenziali (si ricordano il Palazzo d'Inverno a San Pietroburgo, il complesso denominato Carskoe Selo e la reggia di Peterhof), nonché da caratteristiche architetture sacre (come la cattedrale della Resurrezione), con cupole e alti campanili che riprendevano i modelli dell'antica Russia.
A parte alcuni interni, non è del tutto esatto annoverare questa fase come rococò; ad esempio, i fronti del Palazzo d'Inverno di Rastrelli, con esuberanti stucchi colorati scanditi da possenti colonnati e delicate aperture finestrate, possiedono la solidità del Barocco maturo piuttosto che la leggerezza curvilinea del Rococò vero e proprio.
Sorprendentemente, lo stile Barocco in Russia si concluse bruscamente alla morte della zarina, sopravvivendo nella provincia fino al 1760-1770.